# Награды Вологодской области
Награды Вологодской области — награды субъекта Российской Федерации учреждённые Губернатором или Законодательным Собранием Вологодской области, на основании законодательных актов Вологодской области о наградах и премиях в Вологодской области.
Награды и премии Вологодской области учреждены в целях поощрения граждан и организаций за заслуги в социально-экономическом развитии Вологодской области, большой личный вклад и высокое профессиональное мастерство, способствующее развитию Вологодской области.
Награды Вологодской области призваны стимулировать трудовую и общественную активность населения Вологодской области.

## Список наград Вологодской области

### Государственные награды
| Изображение награды | Наименование награды                           | Дата учреждения      | Правила награждения | Источник |
| ------------------- | ---------------------------------------------- | -------------------- | --- | --- |
|                     | Медаль «За заслуги перед Вологодской областью» | 11 июня 2014 года    | Медаль «За заслуги перед Вологодской областью» является формой поощрения граждан Российской Федерации, внёсших значительный вклад в развитие Вологодской области, способствующий её экономическому, социальному и культурному благополучию, за высокие достижения в государственной, производственной, научно-исследовательской, общественной, благотворительной деятельности, укреплении демократических основ жизни общества, развитии местного самоуправления, обеспечении законности, защите прав, свобод и законных интересов человека и гражданина. | Постановление губернатора области от 11 июня 2014 года № 198 «Об учреждении государственной награды Вологодской области — медали "За заслуги перед Вологодской областью"» |
|                     | Медаль материнства I степени                   | 6 декабря 2006 года  | Медалью «Медаль материнства» награждаются женщины, родившие и воспитавшие пять и более детей, имеющие место жительства на территории Вологодской области, в том числе женщины, имевшие право, но не получившие государственные награды за материнство, учреждённые Указом Президиума Верховного совета СССР от 8 июля 1944 года «Об увеличении государственной помощи беременным женщинам, многодетным и одиноким матерям, усилении охраны материнства и детства, об установлении высшей степени отличия — звания „Мать-героиня“ и учреждении ордена „Материнская слава“ и медали „Медаль материнства“». Медаль «Медаль материнства» имеет три степени: - медалью III степени награждаются женщины, родившие и воспитавшие пять или шесть детей; - медалью II степени награждаются женщины, родившие и воспитавшие семь, восемь или девять детей; - медалью I степени награждаются женщины, родившие и воспитавшие десять и более детей. Награждение медалью соответствующей степени производится при достижении последним ребёнком возраста трёх лет. | Закон Вологодской области от 6 декабря 2006 года № 1528-ОЗ «Об учреждении государственной награды Вологодской области — "Медаль материнства"»                             |
|                     | Медаль материнства II степени                  | 6 декабря 2006 года  | См. «Правила награждения медалью «Медаль материнства» I степени». | Закон Вологодской области от 6 декабря 2006 года № 1528-ОЗ «Об учреждении государственной награды Вологодской области — "Медаль материнства"»                             |
|                     | Медаль материнства III степени                 | 6 декабря 2006 года  | См. «Правила награждения медалью «Медаль материнства» I степени». | Закон Вологодской области от 6 декабря 2006 года № 1528-ОЗ «Об учреждении государственной награды Вологодской области — "Медаль материнства"»                             |
|                     | Почётный знак «За образцовую службу»           | 28 декабря 2016 года | Почётным знаком награждаются лица, замещающие государственные должности Российской Федерации, государственные должности области, государственные гражданские служащие области, федеральные государственные гражданские служащие, замещающие должности федеральной государственной гражданской службы в территориальных органах федеральных органов государственной власти, расположенных на территории области, лица, замещающие муниципальные должности и муниципальные служащие органов местного самоуправления области, лица, проходящие военную службу и государственную службу иных видов на территории области, работники учреждений, подведомственных органам исполнительной государственной власти области, органам местного самоуправления области, задействованные в исполнении соответственно государственных и муниципальных полномочий, работники государственных учреждений, созданных Российской Федерацией и осуществляющих деятельность на территории области, замещающие (либо ранее замещавшие) указанные должности, при наличии заслуг перед областью и безупречно и эффективно исполняющие свои должностные обязанности на благо области не менее 15 лет. | Постановление Губернатора области от 28 декабря 2016 года № 787 «Об учреждении государственной награды Вологодской области — Почетного знака "За образцовую службу"»      |

### Премии
| Изображение награды | Наименование награды       | Дата учреждения      | Правила награждения | Источник                                                                                      |
| ------------------- | -------------------------- | -------------------- | --- | --------------------------------------------------------------------------------------------- |
|                     | Премия Вологодской области | 10 февраля 2008 года | В Вологодской области учреждены следующие государственные премии Вологодской области и государственные молодежные премии Вологодской области: - по науке и технике; - по образованию; - в сфере культуры и искусства. Государственные премии Вологодской области и государственные молодежные премии Вологодской области присуждаются гражданам Российской Федерации, проживающим на территории Вологодской области, и коллективам, осуществляющим свою деятельность на территории Вологодской области, и являются высшим признанием заслуг деятелей в области науки, техники, образования, культуры и искусства перед обществом и областью. Государственные молодежные премии Вологодской области присуждаются лицам, не достигшим возраста 35 лет на дату представления работ на соискание премии, и коллективам, в которых более половины составляют лица, не достигшие возраста 35 лет на дату представления работ на соискание премии. Лицу, удостоенному государственной или государственной молодежной премии Вологодской области, вручаются диплом лауреата премии (с указанием её вида), почётный знак лауреата, удостоверение к нему и денежное вознаграждение. | Закон Вологодской области от 10 февраля 2008 года № 1749-ОЗ «О премиях в Вологодской области» |

### Почётные знаки Губернатора
| Изображение награды | Наименование награды                                                      | Дата учреждения       | Правила награждения | Источник |
| ------------------- | ------------------------------------------------------------------------- | --------------------- | --- | --- |
|                     | Почётный знак «За заслуги в развитии образования Вологодской области»     | 2 августа 2010 года   | Почетный знак Губернатора области «За заслуги в развитии образования Вологодской области» учреждён с целью повышения общественного признания труда и особых заслуг педагогических работников, является формой морального поощрения педагогических работников муниципальных, государственных и негосударственных образовательных учреждений, государственных гражданских служащих органа исполнительной государственной власти и муниципальных служащих органов местного самоуправления области, осуществляющих управление в сфере образования, работников подведомственных им организаций. Почётный знак носится на правой стороне груди ниже государственных и ведомственных наград. Ежегодно Почётным знаком награждается не более 5 человек. Награждение Почётным знаком осуществляется ежегодно на основании распоряжения Губернатора области.            | Постановление губернатора области от 2 августа 2010 года № 386 «Об учреждении почётного знака Губернатора области "За заслуги в развитии образования Вологодской области"» ———   |
|                     | Почётный знак «За заслуги в развитии здравоохранения Вологодской области» | 20 сентября 2011 года | Почётный знак Губернатора области «За заслуги в развитии здравоохранения Вологодской области» учреждён с целью повышения общественного признания труда и особых заслуг медицинских работников, является формой морального поощрения медицинских работников лечебно-профилактических учреждений системы здравоохранения области, государственных гражданских служащих органа исполнительной государственной власти области и муниципальных служащих органов местного самоуправления области, осуществляющих управление в системе здравоохранения области, работников подведомственных им организаций. Почётный знак носится на правой стороне груди ниже государственных и ведомственных наград. Ежегодно Почётным знаком награждается не более 30 человек. Награждение Почётным знаком осуществляется ежегодно на основании распоряжения Губернатора области. | Постановление губернатора области от 20 сентября 2011 года № 509 «Об учреждении почётного знака Губернатора области "За заслуги в развитии здравоохранения Вологодской области"» |

### Награды Законодательного собрания
| Изображение награды | Наименование награды                                   | Дата учреждения      | Правила награждения | Источник |
| ------------------- | ------------------------------------------------------ | -------------------- | --- | --- |
|                     | Почётный знак «За заслуги в развитии законодательства» | 24 декабря 2014 года | Почётный знак Законодательного собрания Вологодской области «За заслуги в развитии законодательства» является наградой Законодательного Собрания Вологодской области. Почётный знак учреждён для награждения граждан Российской Федерации, иностранных граждан и лиц без гражданства за значительный вклад в становление, развитие и реализацию законодательства Вологодской области, укрепление основ представительной демократии и местного самоуправления, развитие межпарламентских связей. Повторное награждение Почётным знаком не производится. Вручение Почётного знака и удостоверения к нему проводится председателем Законодательного Собрания на сессии Законодательного Собрания области, либо по месту работы или жительства награждаемого лица, либо по месту нахождения государственного органа, органа местного самоуправления области, организации, выступивших инициаторами награждения. Почётный знак и удостоверение к нему помещаются в специальную флокированную упаковку бордового цвета. | Постановление от 24 декабря 2014 года № 984 «О наградах и поощрениях Законодательного Собрания Вологодской области» ——— |

### Региональные общественные награды
| Изображение награды | Наименование награды          | Дата учреждения    | Правила награждения | Источник |
| ------------------- | ----------------------------- | ------------------ | --- | --- |
|                     | Медаль «Николай Рубцов»       | 3 января 2016 года | Медаль «Николай Рубцов» является формой поощрения граждан Российской Федерации, внёсших особый вклад в области литературы, искусства, краеведения, науки и общественной деятельности. Медали также могут быть удостоены иностранные граждане и лица без гражданства. Медаль «Николай Рубцов» представлена под девизом — «За всё добро расплатимся добром». Вместе с медалью награждённому лицу выдаётся удостоверение установленного образца, за подписью Председателя правления региональной общественной организации «Вологодский Союз писателей-краеведов». Повторное награждение медалью не производится. Медаль носится на левой стороне груди и располагается ниже государственных наград Российской Федерации, СССР и Вологодской области. | Решение Правления региональной общественной организации «Вологодский Союз писателей-краеведов» при поддержке Правительства Вологодской области от 3 января 2016 года ———                                                                       |
|                     | Медаль имени Н. В. Верещагина | ноябрь 2018 года   | С именем уроженца Вологодчины Николая Васильевича Верещагина по праву связывают зарождение молочного дела в России. Медаль «За выдающиеся заслуги в молочной отрасли» имени Н. В. Верещагина учреждена с целью содействия интенсивному развитию и процветанию молочной промышленности, разработке новых стратегий, внедрению инновационных подходов к организации и управлению производством, расширению ассортимента. Для награждения установлено два типа медали: золотая и серебряная. Повторное награждение медалью одного типа не производится. Вместе с медалью награждённому лицу выдаётся удостоверение установленного образца, за подписью директора Вологодской государственной молочно-хозяйственной академии имени Н. В. Верещагина. Медаль носится на левой стороне груди и располагается ниже государственных наград Российской Федерации, СССР и Вологодской области. | Решение руководства Вологодской государственной молочно-хозяйственной академии имени Н. В. Верещагина при поддержке Правительства Вологодской области, об учреждении награды «За выдающиеся заслуги в молочной отрасли» имени Н. В. Верещагина |

## Награды города Вологды
Награды города Вологды — награды, используемые (наряду с наградами Вологодской области) для награждения жителей областного центра — города Вологды.
Награды учреждаются Постановлениями администрации и Главы города Вологды.
Городские награды являются формой поощрения граждан и организаций за заслуги в экономике, совершенствование системы городского самоуправления, жилищно-коммунального хозяйства, науке, культуре, спорте, искусстве, военной службе и иные заслуги перед городом Вологдой.
| Изображение награды | Наименование награды                                                                      | Дата учреждения           | Правила награждения | Источник |
| ------------------- | ----------------------------------------------------------------------------------------- | ------------------------- | --- | --- |
|                     | Звание «Почётный гражданин города Вологды» --- (Знак Почётного гражданина города Вологды) | 1865—1917 ——— с 1964 года | Основаниями для присвоения Почётного Звания являются: - выдающиеся заслуги и достижения граждан в экономике, производстве, строительстве, науке, технике, искусстве, образовании, здравоохранении, культуре, спорте, в сфере охраны окружающей среды, обеспечения экологической безопасности, правопорядка и общественной безопасности, жилищно-коммунального хозяйства, а также других отраслях городского хозяйства, внесших значительный вклад в развитие города Вологды; - политическая, общественная, научная, творческая деятельность граждан на благо города Вологды, которая на протяжении многих лет прославляла город и получила всероссийское или международное признание; - авторитет лица у жителей города Вологды, обретенный длительной общественной, социальной, научной, политической, благотворительной, хозяйственной, а также иной деятельностью с выдающимися результатами для города Вологды и получивший общественное признание и широкую известность среди жителей города Вологды; - значительный и продолжительный личный вклад граждан в благотворительную и иную деятельность, способствующую всестороннему развитию муниципального образования «Город Вологда» и повышению уровня жизни его жителей; - совершение выдающихся ратных подвигов и проявление высоких образцов гражданского долга и трудовой доблести во имя города Вологды. | Постановление от 30 января 2009 года № 454 «По рассмотрению ходатайств...» ——— Постановление от 23 марта 2011 года № 1315 «Об утверждении Положения о звании "Почётный гражданин города Вологды"...»                                         |
|                     | Знак «За заслуги перед Вологдой»                                                          | 17 октября 2012 года      | Основаниями для награждения лица Знаком являются: - заметный вклад в развитие городского самоуправления, жилищно-коммунального хозяйства, экономики, производства, науки, техники, искусства, образования, здравоохранения, культуры, спорта; - достижение прогрессивно высоких результатов в деле обеспечения правопорядка и общественной безопасности, охраны окружающей среды и экологической безопасности; - благотворительная или меценатская деятельность, способствующая всестороннему развитию города Вологды, его процветанию, повышению уровня и качества жизни вологжан; - осуществление конкретных мероприятий и особо значимых дел в целях развития и процветания города Вологды; - проявление мужества, смелости и отваги при выполнении должностных обязанностей, гражданского долга на территории города Вологды; - общественное признание деятельности, способствующей развитию и процветанию города Вологды. | Постановление Администрации города Вологды от 17 октября 2012 года № 6052 «Об учреждении знака "За заслуги перед Вологдой"» ——— Постановление Главы города Вологды от 14 февраля 2017 года № 45 "О знаке «За заслуги перед Вологдой"»        |
|                     | Знак «За доблестный труд во благо Вологды»                                                | 16 мая 2002 года          | Основаниями для награждения лица знаком «За доблестный труд во благо Вологды» являются: - высокие достижения лица в сферах промышленности и связи, строительства и транспорта, торговли и бытового обслуживания, науки и образования, культуры и спорта, здравоохранения, жилищно-коммунального хозяйства на благо города Вологды; - добросовестный многолетний и безупречный труд во благо города Вологды в сферах промышленности и связи, строительства и транспорта, торговли и бытового обслуживания, науки и образования, культуры и спорта, здравоохранения, жилищно-коммунального хозяйства на благо города Вологды. Награждение граждан знаком «За доблестный труд во благо Вологды» производится прижизненно. | Решение Вологодской городской Думы от 16 мая 2002 года № 485 «О наградах города Вологды» ——— Постановление Администрации города Вологды от 4 мая 2011 года №2309 «О знаке "За доблестный труд во благо Вологды"»                             |
|                     | Знак «За заслуги в развитии образования города Вологды»                                   | 9 апреля 2012 года        | Основаниями для награждения лица Знаком являются: - достижение высоких результатов профессиональной деятельности, в том числе успешная реализация образовательных программ, достижение стабильных и высоких результатов воспитанниками; - успешное внедрение в практику работы инновационных технологий обучения и воспитания подрастающего поколения; - совершенствование внедрения в образовательный и воспитательный процессы форм и методов, обеспечивающих единство обучения и воспитания; формирования интеллектуального, культурного и нравственного развития личности; - успехи в развитии творческой активности обучающихся и воспитанников, их самостоятельности, способствующих успешной социальной адаптации выпускников образовательных учреждений; - стабильно высокие показатели результатов подготовки обучающихся и воспитанников к предметным олимпиадам, творческим конкурсам, выставкам, фестивалям, спортивным соревнованиям на муниципальном, региональном, всероссийском и международном уровнях; - трансляция на муниципальном, региональном, межрегиональном, всероссийском уровнях актуального, передового педагогического опыта педагога; - успехи в организации учебно-методической работы (разработка учебной и методической литературы, изготовление наглядных пособий, приборов и оборудования), оказание практической помощи работникам области образования; - эффективное и действенное управление образовательным учреждением, учреждением культуры, спорта города Вологды; - значительный вклад лица в развитие области образования в городе Вологде. | Постановление Администрации города Вологды от 9 апреля 2012 года № 1903 «О знаке "За заслуги в развитии образования города Вологды"» ——— Постановление Администрации города Вологды от 7 сентября 2012 года № 5236 «О внесении изменений...» |
|                     | Знак «За доблестную службу Вологде: защита и честь»                                       | 31 марта 2015 года        | Знак – форма поощрения сотрудников силовых структур, осуществляющих деятельность на территории муниципального образования «Город Вологда». Основаниями для награждения лица Знаком являются: - высокие достижения лиц, осуществляющих служебную деятельность по охране общественного порядка и противодействию преступности; - отвага, самоотверженность и другие заслуги, проявленные при осуществлении служебной деятельности; - безупречное осуществление служебной деятельности, умелая организация и непосредственное руководство мероприятиями по охране общественного порядка и противодействию преступности. - добросовестный многолетний (не менее 10 лет) и безупречный труд во благо города Вологды, заслуги в выполнении служебных обязанностей, успешное выполнение задач, возложенных на правоохранительные органы. | Постановление Администрации города Вологды от 31 марта 2015 года № 2314 «О знаке "За доблестную службу Вологде: защита и честь"» |
|                     | Медаль «Во имя детей»                                                                     | 1 октября 2015 года       | Медаль – форма поощрения граждан, осуществляющих деятельность на территории муниципального образования «Город Вологда», достигших высоких результатов в деле помощи детям. Основаниями для награждения Медалью являются: - систематическая благотворительная помощь детским учреждениям и организациям, детям, оказавшимся в трудной жизненной ситуации; - успешная реализация проектов (программ) на территории муниципального образования «Город Вологда», направленных на охрану здоровья детей, их интеллектуального и творческого развития; - отвага, самоотверженность, проявленные в отношении несовершеннолетних; - добросовестный многолетний (не менее 10 лет) и безупречный труд во благо детей города Вологды, направленный на обеспечение надлежащего уровня заботы о здоровье, образовании, физическом, духовном и нравственном развитии детей, заслуги в выполнении служебных обязанностей, личный вклад в успешное выполнение задач, возложенных на образовательные учреждения. | Постановление Администрации города Вологды от 1 октября 2015 года № 7561 О медали «Во имя детей» ——— |